# Deutsche Telekom
Deutsche Telekom là một công ty viễn thông của Đức. Đây là cơ quan mẹ của Bưu điện Liên bang Đức, ban đầu là dịch vụ bưu chính và viễn thông của Tây Đức cũ, nhưng được tách thành Telekom (Deutsche Bundespost) vào năm 1989 và tư nhân hóa vào năm 1995. 
Là một biểu tượng của Berlin, nó sở hữu và quản lý Tháp Truyền hình Berlin, nơi từng được chính phủ Đông Đức xây dựng. Nó là nhà tài trợ cho đội đua xe đạp chuyên nghiệp 'Team Telekom' và công ty con của nó, T-Mobile, phục vụ. là nhà tài trợ chính cho đến năm 2007.
Công ty con của nó là T-Mobile, nhà cung cấp dịch vụ liên lạc di động.

## Biểu trưng

1989-1991
1991-1995
2007-2013
2013-2022
2022–nay